# Каменка (Велятичский сельсовет)
Каменка (бел. Каменка) — деревня в Велятичском сельсовете, в 34 км на восток от Борисова, в 105 км от Минска.

## История
В 1885 году — застенок в Велятичской волости Борисовского уезда.
В 1908 посёлок, 4 двора, 37 жителей.
С февраля по ноябрь 1918 оккупирована немецкими войсками.
В 2016 году в деревне по факту проживает 1 человек.